# Lithocarpus echinophorus
Lithocarpus echinophorus är en bokväxtart som först beskrevs av Paul Robert Hickel och Aimée Antoinette Camus, och fick sitt nu gällande namn av Aimée Antoinette Camus. Lithocarpus echinophorus ingår i släktet Lithocarpus och familjen bokväxter. Inga underarter finns listade.